# 锡金葶苈
锡金葶苈（学名：Draba sikkimensis），为十字花科葶苈属下的一个种。

## 扩展阅读
維基物種上的相關：锡金葶苈